# Concepte

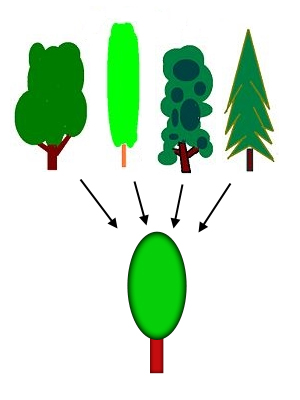
Exemple de la representació del concepte arbre.

Un concepte és l'abstracció intel·lectual de les característiques o notes essencials d'un element físic o ideal, i pràcticament és tota aquella especificació que se li dona a algun objecte o treball.
Per mitjà dels conceptes, es pot anomenar i expressar les coses i situacions amb paraules, la qual cosa fa possible construir els llenguatges. Les paraules signifiquen conceptes universals.
En la seva màxima abstracció, quan manquen de contingut material, alguns són conceptes formals. També se'ls anomena idees quan es pretén assenyalar aquest caràcter universal com a alguna cosa objectiva i no merament subjectiva.

## Conceptualització
Les coses úniques i irrepetibles no es poden conceptualitzar des de premisses, usant la capacitat de la ment d'inferir-les. En aquest cas, el cervell ha de recórrer a les sensacions derivades dels cinc sentits principals i assignar una 'etiqueta' per a poder al·ludir de manera inequívoca a la combinació exacta de sensacions que ens van despertar la curiositat de conceptualitzar això en concret. Per tant, neix el que es coneix com a nom propi.

## Usos
S'usen per comprendre el que una cosa és, sigui col·lectiva o individual, o el que aquesta situació suposa, separant el que té de comuna amb altres coses i situacions, del que és únic i irrepetible. Això comú, aplicable a altres coses i situacions, té per això un caràcter universal; per tant, els conceptes són universals, ja que es refereixen a molts individus, coses, o situacions. És a dir, el concepte universal és la forma o formalitat sota la qual comprenem les coses i les situacions.

## Al llenguatge i aprenentatge
Les relacions entre les paraules i els conceptes són complexes i variables, perquè no sempre la mateixa paraula significa el mateix concepte; un mateix concepte pot expressar-se amb diverses paraules i formes d'expressió. L'expressió d'un mateix concepte pot variar de manera important segons la llengua en què s'expressi.
A l'efecte de la lògica, les paraules que signifiquen conceptes universals es consideren com a classes. Els noms propis es consideren com una classe universal formada per un sol individu o objecte, així és que mitjançant els conceptes classifiquem les coses i ordenem el món.
Per mitjà del llenguatge, es pot compartir allò conegut individualment i subjectiu i, en la mesura en què els altres puguin comprendre el mateix, el coneixement adquireix un caràcter objectiu. La formació del concepte està íntimament lligada a l'aprenentatge. Això significa que el llenguatge, la cultura i la informació percebuda pels sentits influeixen en la conceptualització.
El coneixement de l'experiència sempre és concret, té una referència a una cosa, una situació o alguna cosa que és única i irrepetible. D'altra banda, l'experiència sempre és subjectiva.